# (11541) 1992 SY14
1992 أس واي 14 (ويعرف أيضًا باسم (11541) 1992 أس واي 14 وفق تسمية الكوكب الصغير) (بالإنجليزية: 1992 SY14)‏ هو كويكب ضمن حزام الكويكبات؛ وترتيبه 11541 من حيث الاكتشاف.
اكتُشف هذا الجُرم الفلكي بواسطة هيروشي كانيدا في 28 سبتمبر 1992.

## وصلات خارجية
- (11541) 1992 SY14 في قاعدة بيانات مختبر الدفع النفاث لأجرام النظام الشمسي الصغيرة

- الاكتشاف · مخطط المدار ·  العناصر المدارية · المعلمات المادية

- (11541) 1992 SY14 على موقع ويكي سكاي: DSS2, SDSS, GALEX, IRAS, Hydrogen α, X-Ray, Astrophoto, Sky Map, Articles and images